# Емеше Барка
Емеше Барка (угор. Barka Emese; нар. 4 листопада 1989, Будапешт) — угорська борчиня вільного стилю, триразова бронзова призерка чемпіонату світу, чемпіонка та чотириразова бронзова призерка чемпіонатів Європи, чемпіонка Європейських ігор, бронзова призерка Універсіади.

## Життєпис
Боротьбою почала займатися з 2000 року. Була бронзовою призеркою чемпіонату Європи 2004 року серед кадетів. У 2006 повторила цей результат на юніорській континентальній першості, а у 2008 стала срібною призеркою чемпіонату Європи серед юніорів.

## Спортивні результати на міжнародних змаганнях

### Виступи на Чемпіонатах світу
| Змагання                        | Збірна   | Вагова категорія          | Місце  |
| ------------------------------- | -------- | ------------------------- | ------ |
| Чемпіонат світу з боротьби 2007 | Угорщина | жіноча боротьба, до 51 кг | 11     |
| Чемпіонат світу з боротьби 2011 | Угорщина | жіноча боротьба, до 55 кг | 22     |
| Чемпіонат світу з боротьби 2013 | Угорщина | жіноча боротьба, до 55 кг | Бронза |
| Чемпіонат світу з боротьби 2014 | Угорщина | жіноча боротьба, до 58 кг | 11     |
| Чемпіонат світу з боротьби 2015 | Угорщина | жіноча боротьба, до 60 кг | 8      |
| Чемпіонат світу з боротьби 2016 | Угорщина | жіноча боротьба, до 60 кг | Бронза |
| Чемпіонат світу з боротьби 2018 | Угорщина | жіноча боротьба, до 57 кг | Бронза |
| Чемпіонат світу з боротьби 2019 | Угорщина | жіноча боротьба, до 57 кг | 14     |

### Виступи на Чемпіонатах Європи
| Змагання                         | Збірна   | Вагова категорія          | Місце  |
| -------------------------------- | -------- | ------------------------- | ------ |
| Чемпіонат Європи з боротьби 2007 | Угорщина | жіноча боротьба, до 51 кг | Бронза |
| Чемпіонат Європи з боротьби 2009 | Угорщина | жіноча боротьба, до 55 кг | 5      |
| Чемпіонат Європи з боротьби 2010 | Угорщина | жіноча боротьба, до 55 кг | 9      |
| Чемпіонат Європи з боротьби 2012 | Угорщина | жіноча боротьба, до 55 кг | 9      |
| Чемпіонат Європи з боротьби 2013 | Угорщина | жіноча боротьба, до 55 кг | Бронза |
| Чемпіонат Європи з боротьби 2014 | Угорщина | жіноча боротьба, до 55 кг | 7      |
| Чемпіонат Європи з боротьби 2016 | Угорщина | жіноча боротьба, до 58 кг | 10     |
| Чемпіонат Європи з боротьби 2017 | Угорщина | жіноча боротьба, до 58 кг | Бронза |
| Чемпіонат Європи з боротьби 2018 | Угорщина | жіноча боротьба, до 57 кг | Бронза |
| Чемпіонат Європи з боротьби 2019 | Угорщина | жіноча боротьба, до 57 кг | Золото |

### Виступи на Європейських іграх
| Змагання              | Збірна   | Вагова категорія          | Місце  |
| --------------------- | -------- | ------------------------- | ------ |
| Європейські ігри 2015 | Угорщина | жіноча боротьба, до 58 кг | Золото |

### Виступи на Кубках світу
| Змагання                    | Збірна   | Вагова категорія          | Місце |
| --------------------------- | -------- | ------------------------- | ----- |
| Кубок світу з боротьби 2014 | Угорщина | жіноча боротьба, до 55 кг | 7     |

### Виступи на Універсіадах
| Змагання               | Збірна   | Вагова категорія          | Місце  |
| ---------------------- | -------- | ------------------------- | ------ |
| Літня Універсіада 2013 | Угорщина | жіноча боротьба, до 59 кг | Бронза |

### Виступи на інших змаганнях
| Змагання                                                         | Збірна   | Вагова категорія          | Місце  |
| ---------------------------------------------------------------- | -------- | ------------------------- | ------ |
| Austrian Ladies Open 2007                                        | Угорщина | жіноча боротьба, до 51 кг | 8      |
| Klippan Lady Open 2008                                           | Угорщина | жіноча боротьба, до 55 кг | 8      |
| Klippan Lady Open 2011                                           | Угорщина | жіноча боротьба, до 59 кг | 9      |
| Austrian Ladies Open 2011                                        | Угорщина | жіноча боротьба, до 55 кг | 5      |
| Гран-прі Німеччини з боротьби 2011                               | Угорщина | жіноча боротьба, до 55 кг | 9      |
| Меморіал Іона Корнеану 2011                                      | Угорщина | жіноча боротьба, до 55 кг | Срібло |
| Золотий Гран-прі з боротьби 2012 (Кліппан )                      | Угорщина | жіноча боротьба, до 59 кг | 5      |
| Олімпійський кваліфікаційний турнір з боротьби 2012 (Софія)      | Угорщина | жіноча боротьба, до 55 кг | 13     |
| Олімпійський кваліфікаційний турнір з боротьби 2012 (Гельсінкі)  | Угорщина | жіноча боротьба, до 55 кг | 10     |
| Flatz Open 2013                                                  | Угорщина | жіноча боротьба, до 55 кг | Золото |
| Київський Міжнародний турнір з боротьби 2013                     | Угорщина | жіноча боротьба, до 55 кг | Бронза |
| Гран-прі Німеччини з боротьби 2013                               | Угорщина | жіноча боротьба, до 59 кг | 8      |
| Золотий Гран-прі з боротьби 2013 (Сассарі)                       | Угорщина | жіноча боротьба, до 55 кг | Золото |
| Меморіал Вацлава Циолковського 2013                              | Угорщина | жіноча боротьба, до 55 кг | Срібло |
| Гран-прі Німеччини з боротьби 2014                               | Угорщина | жіноча боротьба, до 58 кг | Золото |
| Чемпіонат світу з боротьби серед студентів 2014                  | Угорщина | жіноча боротьба, до 58 кг | Золото |
| Золотий Гран-прі з боротьби 2014 (Баку)                          | Угорщина | жіноча боротьба, до 58 кг | Бронза |
| Відкритий чемпіонат Польщі з боротьби 2014                       | Угорщина | жіноча боротьба, до 58 кг | 9      |
| Henri Deglane Challenge 2014                                     | Угорщина | жіноча боротьба, до 58 кг | Срібло |
| Гран-прі Парижа з боротьби 2015                                  | Угорщина | жіноча боротьба, до 58 кг | Бронза |
| Klippan Lady Open 2015                                           | Угорщина | жіноча боротьба, до 58 кг | 9      |
| Турнір Дана Колова — Ніколи Петрова 2015                         | Угорщина | жіноча боротьба, до 58 кг | Золото |
| Гран-прі Німеччини з боротьби 2015                               | Угорщина | жіноча боротьба, до 58 кг | Срібло |
| Відкритий чемпіонат Польщі з боротьби 2015                       | Угорщина | жіноча боротьба, до 58 кг | 5      |
| Золотий Гран-прі з боротьби 2015                                 | Угорщина | жіноча боротьба, до 58 кг | Золото |
| Klippan Lady Open 2016                                           | Угорщина | жіноча боротьба, до 58 кг | Бронза |
| Олімпійський кваліфікаційний турнір з боротьби 2016 (Зренянин)   | Угорщина | жіноча боротьба, до 58 кг | 5      |
| Олімпійський кваліфікаційний турнір з боротьби 2016 (Улан-Батор) | Угорщина | жіноча боротьба, до 58 кг | 13     |
| Олімпійський кваліфікаційний турнір з боротьби 2016 (Стамбул)    | Угорщина | жіноча боротьба, до 58 кг | 13     |
| Кубок Європейських націй з боротьби 2016                         | Угорщина | команда                   | 5      |
| Київський Міжнародний турнір з боротьби 2017                     | Угорщина | жіноча боротьба, до 58 кг | Золото |
| Турнір Дана Колова — Ніколи Петрова 2017                         | Угорщина | жіноча боротьба, до 58 кг | Срібло |
| Київський Міжнародний турнір з боротьби 2018                     | Угорщина | жіноча боротьба, до 57 кг | 5      |
| Турнір Дана Колова — Ніколи Петрова 2018                         | Угорщина | жіноча боротьба, до 57 кг | Золото |
| Гран-прі Іспанії з боротьби 2018                                 | Угорщина | жіноча боротьба, до 57 кг | Золото |
| Меморіал Іона Корнеану і Ладислава Сімона 2018                   | Угорщина | жіноча боротьба, до 57 кг | Золото |
| Flatz Open 2019                                                  | Угорщина | жіноча боротьба, до 59 кг | Золото |
| Турнір Дана Колова — Николи Петрова 2019                         | Угорщина | жіноча боротьба, до 57 кг | 9      |
| Турнір міста Сассарі з боротьби 2019                             | Угорщина | жіноча боротьба, до 57 кг | 15     |
| Турнір Яшара Догу 2019                                           | Угорщина | жіноча боротьба, до 57 кг | 5      |
| Відкритий чемпіонат Польщі з боротьби 2019                       | Угорщина | жіноча боротьба, до 57 кг | Золото |
| Турнір Яшара Догу 2020                                           | Угорщина | жіноча боротьба, до 57 кг | Золото |

### Виступи на змаганнях молодших вікових груп
| Змагання                                       | Збірна   | Вагова категорія          | Місце  |
| ---------------------------------------------- | -------- | ------------------------- | ------ |
| Чемпіонат Європи з боротьби серед кадетів 2004 | Угорщина | жіноча боротьба, до 40 кг | Бронза |
| Чемпіонат Європи з боротьби серед кадетів 2005 | Угорщина | жіноча боротьба, до 46 кг | 5      |
| Чемпіонат Європи з боротьби серед кадетів 2006 | Угорщина | жіноча боротьба, до 49 кг | 11     |
| Чемпіонат Європи з боротьби серед юніорів 2006 | Угорщина | жіноча боротьба, до 48 кг | Бронза |
| Чемпіонат Європи з боротьби серед юніорів 2007 | Угорщина | жіноча боротьба, до 51 кг | 16     |
| Чемпіонат світу з боротьби серед юніорів 2007  | Угорщина | жіноча боротьба, до 51 кг | 5      |
| Чемпіонат Європи з боротьби серед юніорів 2008 | Угорщина | жіноча боротьба, до 55 кг | Срібло |
| Чемпіонат світу з боротьби серед юніорів 2008  | Угорщина | жіноча боротьба, до 55 кг | 16     |
| Чемпіонат Європи з боротьби серед юніорів 2009 | Угорщина | жіноча боротьба, до 55 кг | 9      |
| Чемпіонат світу з боротьби серед юніорів 2009  | Угорщина | жіноча боротьба, до 55 кг | 5      |